# 大手擬鮋
大手擬鮋（学名：Scorpaenopsis macrochir）是輻鰭魚綱鮋形目鮋亞目鮋科的其中一種，為熱帶海水魚，分布於太平洋澳洲西北部至社會群島，北起琉球群島，南迄密克羅尼西亞、加羅林群島海域，棲息深度1-80公尺，體長可達13.6公分，棲息在礁砂混合的礁石平台、潟湖底層水域，會偽裝成石頭不動，生活習性不明，具有毒性。